# 美脉花楸
美脉花楸（学名：Sorbus caloneura）是蔷薇科花楸属的植物。分布于越南以及中国大陆的湖南、贵州、广西、云南、广东、湖北、四川等地，生长于海拔600米至2,100米的地区，一般生长在杂木林内、河谷地以及山地，目前尚未由人工引种栽培。

## 别名
川花楸（中国森林植物志），豆格盘、山黄果（贵州土名）

## 异名
- Sorbus caloneura (Stapf) Rehd. var. kwangtungensis Yu